# Mustelinae
Mustelinae är en underfamilj i familjen mårddjur med omkring 30 arter i 10 släkten.
Arterna i underfamiljen är jämförelsevis små rovdjur med grå, brun eller svart pälsfärg. Hos några arter finns tydliga streck eller andra markeringar på pälsen.
Underfamiljen förekommer nästan på hela jorden. Den saknas bara i Australien, på de flesta öar av Stilla havet, i Antarktis, på Madagaskar och på andra avlägsna öar. Dessa djur lever även i olika habitat, till exempel på marken och i träd.
Flera arter kallas iller, men det är ingen systematisk beteckning.

## Taxonomi
- Släkte Mustela
  - undersläkte Lutreola
    - flodiller (Mustela lutreola)
    - sibirisk eldmård (Mustela sibirica)
    - Mustela strigidorsa
    - barfotsvessla (Mustela nudipes)
    - Mustela lutreolina

  - undersläkte Putorius
    - iller (Mustela putorius)
    - stäppiller (Mustela eversmannii)
    - svartfotad iller (Mustela nigripes)

  - undersläkte Vison
    - mink (Mustela vison)
    - Mustela macrodon †

  - undersläkte Mustela
    - hermelin (Mustela erminea)
    - vessla (Mustela nivalis)
    - långsvansad vessla (Mustela frenata)
    - bergsvessla (Mustela altaica)
    - Mustela kathiah

  - undersläkte Grammogale
    - Mustela africana
    - Mustela felipei
- Släkte Gulo
  - Järv (Gulo gulo)
- Släkte Eira
  - Tayra (Eira barbara)
- Släkte Mårdar (Martes)
  - Mård eller trädmård (Martes martes)
  - Stenmård (Martes foina)
  - Sobel (Martes zibellina)
  - Fiskmård (Martes pennanti)
  - Amerikansk mård (Martes americanus)
  - Japansk mård (Martes melampus)
  - Gulstrupig mård (Martes flavigula)
  - Nilgirimård (Martes gwatkinsi)
- Släkte Vormela
  - Tigeriller (Vormela peregusna)
- Släkte Grisoner (Galictis)
  - Grison (Galictis vittata)
  - Liten grison (Galictis cuja)
- Släkte Lyncodon
  - Lyncodon patagonicus
- Släkte Ictonyx
  - Bandiller (Ictonyx striatus)
- Släkte Poecilictis
  - Nordafrikansk bandiller (Poecilictis libyca)
- Släkte Poecilogale
  - Afrikansk bandiller (Poecilogale albinucha)

Vissa auktoriteter placerar den nordamerikanska grävlingen till underfamiljen.